# Sala Tres
La Sala Tres és una galeria d'art ubicada a Sabadell, dins l'Acadèmia de Belles Arts. La Sala Tres va ser important perquè va constituir un assaig d'organització en grups de treball, de generació d'activitats d'estudi i de teoria, de vocació interdisciplinària... Un dels seus principis és particularment indicatiu del seu mètode de treball: «Que els treballs dels diferents grups que aquest programa pressuposa estiguin en absoluta independència, però en discussió permanent a nivell d'assemblea». De fet, un dels membres de la Sala Tres, l'artista Fina Miralles, va formar part de l'Àmbit de recerca a la Fundació Miró, on també es van establir pautes assembleàries a l'hora de prendre les decisions relatives a la programació.